# Fools of Fate
Fools of Fate é um filme mudo norte-americano de 1909, do gênero dramático em curta-metragem, dirigido por D. W. Griffith. Cópias do filme sobrevivem na Livraria do Congresso dos Estados Unidos.

## Elenco
- James Kirkwood
- Marion Leonard
- Frank Powell
- Henry B. Walthall
- William Beaudine